# New Zealand Cricket One Day Competition 2010/11
Die New Zealand Cricket One Day Competition 2010/11 war die 40. Austragung der nationalen List-A-Cricket-Meisterschaft in Neuseeland. Der Wettbewerb wurde zwischen dem 9. Januar und 13. Februar 2011 zwischen den sechs neuseeländischen First-Class-Mannschaften ausgetragen. Im Finale konnten sich die Auckland Aces gegen die Canterbury Wizards mit 6 Runs durchsetzen.

## Format
Die sechs Mannschaften spielen in einer Gruppe acht Spiele gegen die anderen Mannschaften. Für einen Sieg gibt es vier Punkte, für ein Unentschieden oder No Result zwei und für eine Niederlage keinen Punkt. Ein Bonuspunkt wird vergeben, wenn bei einem Spiel die eigene Run Rate die des Gegners um das 1,25-Fache übersteigt. Des Weiteren ist es möglich, dass Mannschaften Punkte abgezogen bekommen, wenn sie beispielsweise zu langsam spielen. Der Sieger des Turniers wird im Page-Playoff-System ermittelt.

## Resultate

### Gruppenphase
Tabelle
| Teams              | Sp. | S | N | U | R | NR | A | BP | Ded | Punkte | NRR    |
| ------------------ | --- | - | - | - | - | -- | - | -- | --- | ------ | ------ |
| Canterbury         | 8   | 5 | 2 | 0 | 0 | 0  | 1 | 3  | 0   | 25     | +1.035 |
| Auckland           | 8   | 5 | 2 | 0 | 0 | 1  | 0 | 1  | 0   | 23     | +0.361 |
| Otago              | 8   | 3 | 3 | 1 | 0 | 1  | 0 | 0  | 0   | 16     | −0.222 |
| Northern Districts | 8   | 2 | 3 | 1 | 0 | 1  | 1 | 0  | 0   | 14     | −0.191 |
| Central Districts  | 8   | 2 | 4 | 0 | 0 | 1  | 1 | 0  | 0   | 12     | −0.451 |
| Wellington         | 8   | 2 | 5 | 0 | 0 | 0  | 1 | 0  | 0   | 10     | −0.610 |

## Playoffs

### Spiel A
| 5. Februar Scorecard | Christchurch | Canterbury 268-8 (50)          | – | Auckland 227 (43.1) |
|                      |              | Canterbury gewinnt mit 41 Runs |   |                     |

### Spiel B
| 5. Februar Scorecard | Queenstown | Northern Districts 271-8 (50)         | – | Otago 245-5 (46/46) |
|                      |            | Otago gewinnt mit 9 Runs (D/L method) |   |                     |

### Spiel C
| 8. Februar Scorecard | Auckland | Auckland 340-5 (50)          | – | Otago 275 (50) |
|                      |          | Auckland gewinnt mit 65 Runs |   |                |

### Finale
| 12. Februar Scorecard | Christchurch | Auckland 335-6 (50)         | – | Canterbury 329-9 (50) |
|                       |              | Auckland gewinnt mit 6 Runs |   |                       |